# Andrea Pozzo

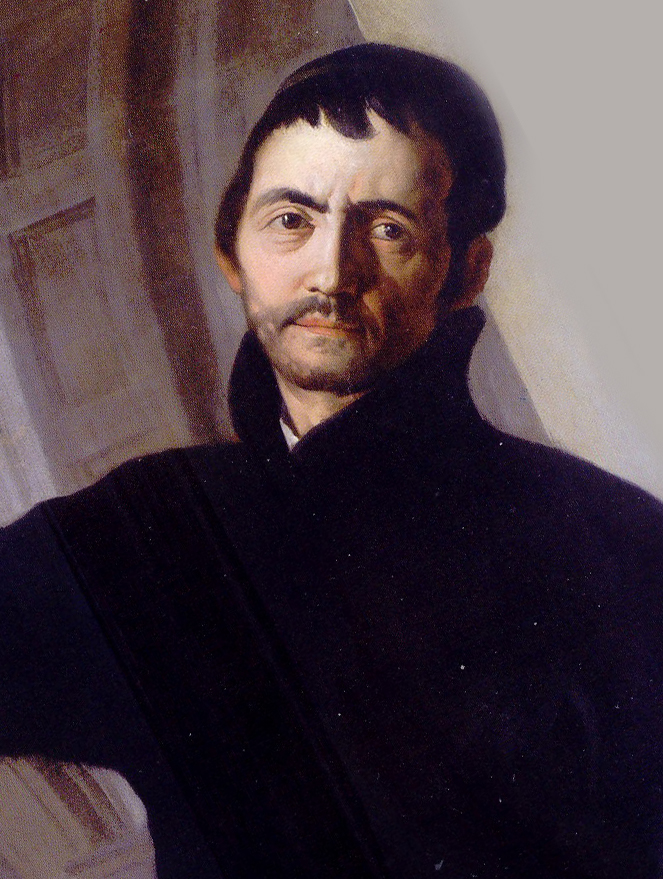
Andrea Pozzo, um 1686

Andrea Pozzo (auch: Puteus und Pozzi; * 30. November 1642 in Trient; † 31. August 1709 in Wien) war ein italienischer Maler und Architekt des Barock, der vor allem für seine Trompe-l’œil-Kuppelfresken bekannt ist.

## Leben
Andrea Pozzo, Sohn des Jacobi aus Como, gehörte als Laienbruder dem Jesuitenorden an und war der führende Theoretiker der illusionistischen Malerei seiner Zeit, sein Traktat Perspectiva pictorum et architectorum (Perspektive der/für Maler und Architekten) wurde weithin rezipiert. Die praktische Umsetzung dieser Schrift zeigt er im Deckenfresko der Langhaustonne von Sant’Ignazio, Rom, in der er die Himmelfahrt des Hl. Ignatius mit Hilfe der Quadraturmalerei schildert, was zum Vorbild für die Malerei an Gewölben in ganz Europa wurde.
Ab 1702 war er auf Einladung Kaiser Leopolds I. in Wien. Bekannt ist vor allem seine Scheinkuppel in der Jesuitenkirche (1703). Ebenfalls aus dem Jahr 1703 stammt seine Scheinkuppel in der Kirche Badia delle Sante Flora e Lucilla in der toskanischen Stadt Arezzo. Für die Fürsten Liechtenstein malte er auch ihr Gartenpalais in der Roßau aus, starb aber, bevor er mehr als die Fresken im Herkulessaal (dem dortigen großen Festsaal) vollenden konnte.
Sein übriges Werk umfasst unter anderem die perspektivischen Fresken in der römischen Kirche Sant’Ignazio, den Barockaltar in der Hauptkirche der Jesuiten in Rom, Il Gesù, sowie den Entwurf des Doms St. Nikolaus in Ljubljana (stolnica). Es wird vermutet, dass Pozzo auch die Fassade der Jesuitenkirche Santa Maria Maggiore in Triest gestaltete.
Typisch für seine Malweise sind starke perspektivische Verkürzungen, die Quadraturmalerei nimmt großen Raum ein – im Gegensatz zu beispielsweise Sebastiano Ricci, der stattdessen mit extremer Untersicht arbeitet.
Andrea war der Bruder des weniger bekannten Architekten, Bildhauers und Malers Fra Giuseppe di San Antonio Pozzo, auch Jacopo Antonio Pozzo.

## Bildergalerie

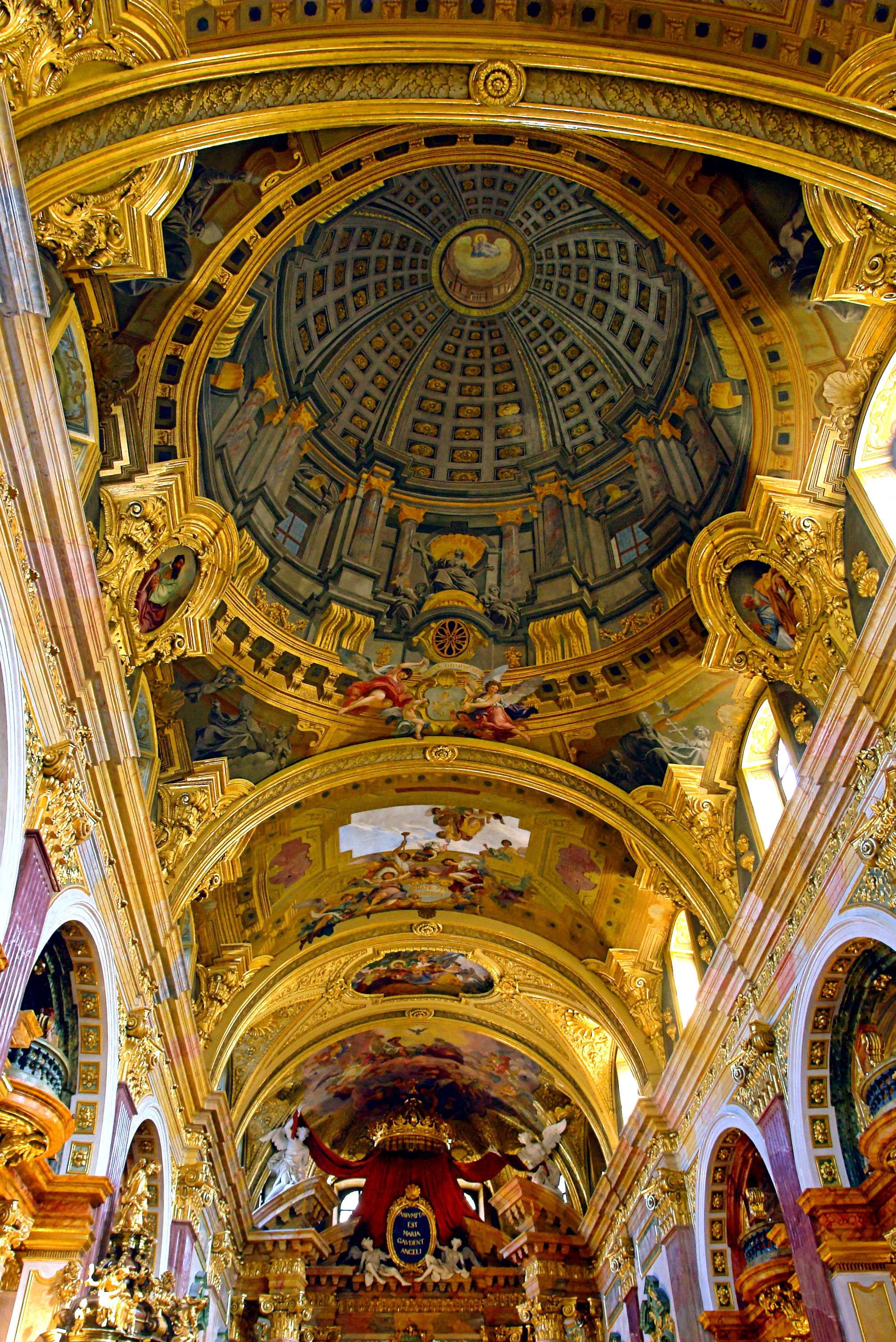
Scheinkuppel in der Jesuitenkirche (Wien)
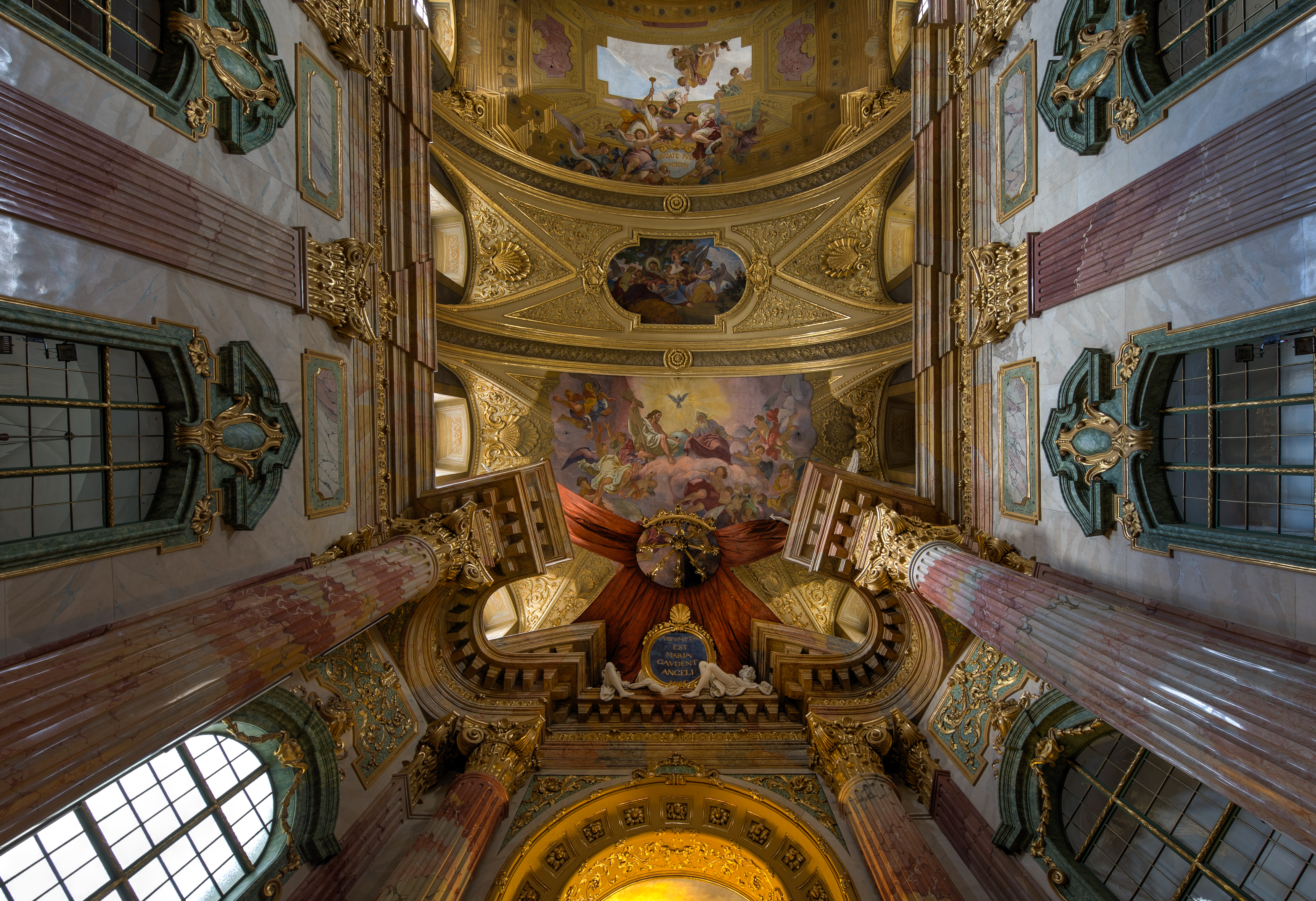
Deckenfresco über dem Altar der Jesuitenkirche in Wien
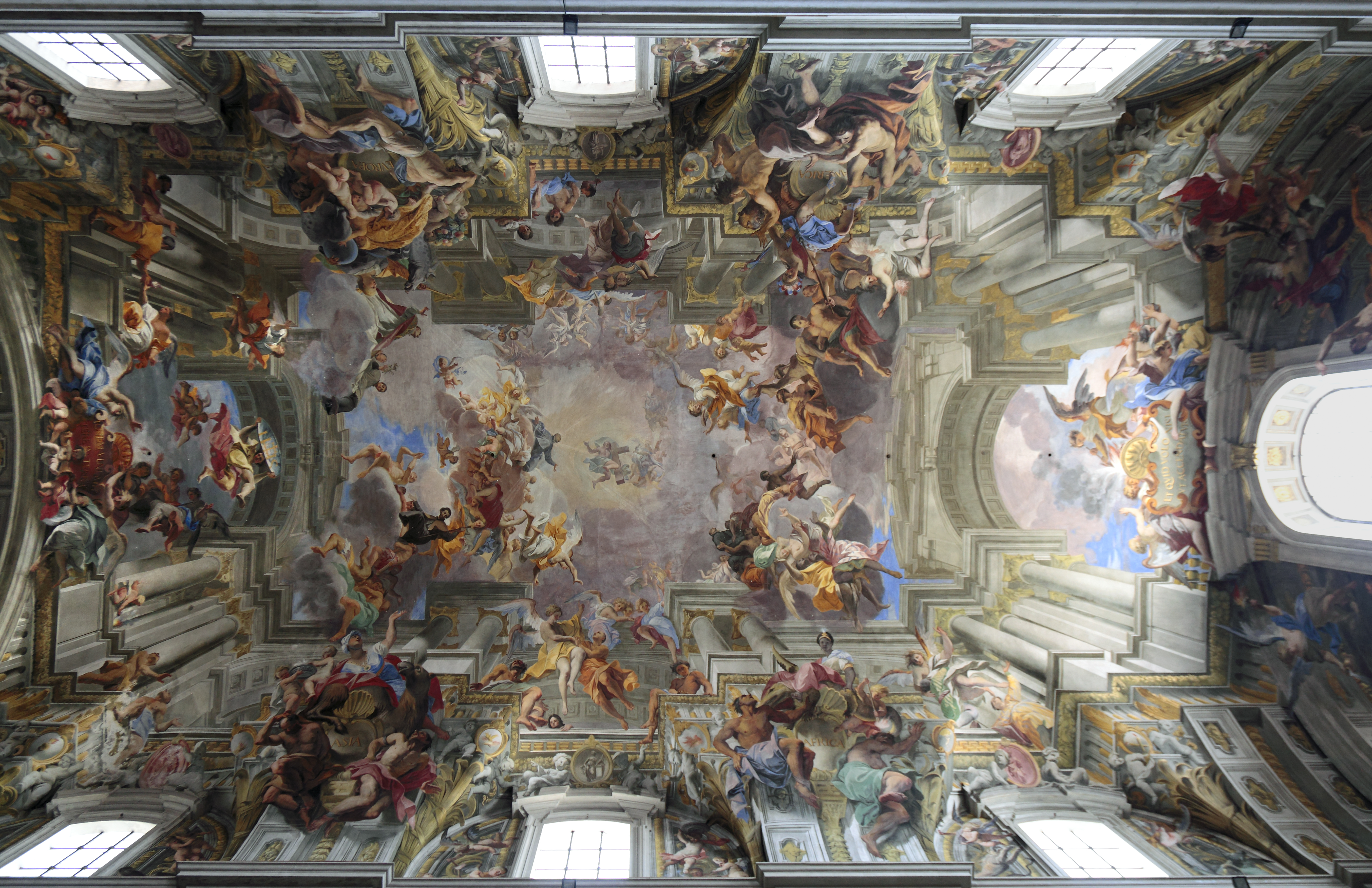
Triumph des Heiligen Ignatius, Sant’Ignazio Rom

## Schriften
- Perspectiva pictorum et architectorum, 2 Teile, Rom 1693–1700:
  - Lateinisch-italienische Originalausgabe: 
 Andrea Pozzo: Perspectiva pictorum et architectorum (...) Pars prima in qua docetur modus expeditissimus delineandi optice omnia, quae pertinent ad Architecturam – Prospettiva de’ pittori e architetti (...) Parte prima in cui s’insegna il modo più sbrigato di mettere in prospettiva tutti i disegni d’Architettura. Band 1. Typis Joannis Jacobi Komarek Bohemi, Rom 1693 (Latein, italienisch, archive.org – Es gibt Drucke mit und ohne die Band-Angabe „Pars prima“.). – 
 Andrea Pozzo: Perspectiva pictorum et architectorum (...) Pars secunda in qua proponitur modus expeditissimus delineandi optice omnia, quae pertinent ad Architecturam – Prospettiva de pittori e architetti (...) Parte seconda in cui s’insegna il modo più sbrigato di mettere in prospettiva tutti i disegni d’Architettura. Band 2. Ex Typographia Jo: Jacobi Komarek Boemi, Rom 1700 (Latein, italienisch, archive.org – Digitalisat beider Bände).
  - Italienisch-deutsche Originalausgabe: 
 Andrea Pozzo: Prospettiva de pittori e architetti (...) Parte prima in cui s’insegna il modo più sbrigato di mettere in prospettiva tutti i disegni d’Architettura – Fernsehkunst deren Mahlern und Bawmeistern (...) Erster Theil, in welchem gezeigt wird leichte weis alles und jedes, so die Baw-Kunst anbetriefft, in die fern zu entwerffen. Band 1. Nella stamperia di Gio: Giacomo Komarek Boëmo, Rom 1693 (italienisch, deutsch, kein Digitalisat bekannt). – 
 Andrea Pozzo: Prospettiva de pittori e architetti (...) Parte seconda in cui s’insegna il modo più sbrigato di mettere in prospettiva tutti i disegni d’Architettura – Fernsehkunst deren Mahlern und Bawmeistern (...) Anderter Theil, in welchem gezeigt wird leichte weis alles und jedes, so die Baw-Kunst anbetriefft, in die fern zu entwerffen. Band 2. Nella stamperia di Gio: Giacomo Komarek Boëmo, Rom 1700 (italienisch, deutsch, archive.org).
  - Lateinisch-deutsche Neuausgabe in kleinerem Format, Augsburg 1709 (und spätere Nachdrucke):  
 Andrea Pozzo: Perspectivae pictorum atque architectorum, I. pars, quâ facillima ac expeditissima Methodus omne id, quod ad architecturam attinet, optica ratione delineandi exhibetur – Der Mahler und Baumeister Perspectiv. Erster Theil, worinnen gezeiget wird, wie man auf das allergeschwindest- und leichteste alles, was zur Architectur und Bau-Kunst gehöret, ins Perspectiv bringen solle. (...) – Inventiert, gezeichnet und erstlich heraußgegeben in Rom von dem vortreflichen Andrea Pozzo, der Soc. Jesu Fratre, anjetzo aber dem ohnvermögenden Kunst-Liebhaber zu Nutz und Dienst verkleinert und in diesen bequemen Format gebracht von Johann Boxbarth, Kupfferstechern in Augspurg. Band 1. Jeremias Wolff, Kunsthändler, Augsburg 1708 (Latein, deutsch, archive.org). – Digitalisat der UB Heidelberg. – 
 Andrea Pozzo: Perspectivae pictorum atque architectorum, II. pars, quâ porrò expeditissima Methodus omnia, quae ad architecturam pertinent, optica ratione delineandi exhibetur – Der Mahler und Baumeister Perspectiv. Zweyter Theil, worinn die allerleichteste Manier, wie man, was zur Bau-Kunst gehörig, ins Perspectiv bringen solle, berichtet wird. (...) – Inventiert, gezeichnet und erstlich heraußgegeben in Rom von dem vortreflichen Andrea Pozzo, der Soc. Jesu Fratre, jetzo aber dem Kunst-Liebhaber zu Nutz und Dienst verkleinert und in diesen bequemen Format gebracht von Georg Conrad Bodeneer, Kupfferstechern in Augspurg. Band 2. Jeremias Wolff, Kunsthändler, Augsburg 1709 (Latein, deutsch, archive.org). – Digitalisat der UB Heidelberg.